# Arne Lie
Arne Lie, född 25 september 1921 i Oslo, död 22 januari 1982, var en norsk skådespelare.
Lie scendebuterade 1947 i Kjære Ruth vid Den Nationale Scene, där han var engagerad till 1952. Åren 1952–1955 var han vid Folketeatret, 1955–1960 vid Det norske teatret, 1960–1964 vid Fjernsynsteatret, 1964–1970 vid Nationaltheatret, 1970–1972 åter vid Fjernsynsteatret och från 1972 vid Oslo Nye Teater. Som karaktärsskådespelare spelade han bland annat Horatio i Hamlet och titelrollen i Onkel Vanja. Vid TV-teatern gjorde han sig bemärkt i Franz Kafkas Processen och Harold Pinters The Collection. Han blev även populär som Cox i Radioteatrets uppsättning av God aften, mitt navn er Cox samt som lektor Brandt i flera pjäser om Stompa.
Han gjorde många roller i TV och på film och debuterade 1955 i Den blodiga vägen. I filmerna Stompa & Co (1962), Stompa, selvfølgelig! (1963) och Stompa forelsker seg (1965) repriserade han rollen som lektor Brandt som han tidigare gjort för radioteatern. Hans sista medverkan blev i TV-serierna Hjemme hos oss (1979–1980) och Den som henger i en tråd (1980).

## Filmografi (urval)
- 1955 – Den blodiga vägen
- 1956 – På solsiden
- 1962 – Stompa & Co
- 1963 – Stompa, selvfølgelig!
- 1964 – Marenco
- 1965 – De kalte ham Skarven
- 1965 – Stompa forelsker seg
- 1966 – Før frostnettene
- 1970 – Døden i gatene
- 1972 – Marikens bryllup
- 1973 – Jentespranget
- 1972–1974 – Fleksnes fataliteter (TV-serie)
- 1974 – Bobbys krig
- 1974 – Kimen
- 1974 – Under en steinhimmel
- 1975 – Min Marion
- 1976 – Vårnatt
- 1977 – Karjolsteinen
- 1978 – Olsenbanden + Data Harry sprenger verdensbanken
- 1979–1980 – Hjemme hos oss (TV-serie)
- 1980 – Den som henger i en tråd (TV-serie)